# 함경남도
함경남도(咸鏡南道)는 조선민주주의인민공화국 동부에 있는 도이다. 함경남도청 소재지는 함흥시이다.
본래의 면적은 31,977.49km2로 한반도에서 가장 넓었으나, 1946년 ~ 1954년 사이에 상당 지역이 자강도, 량강도, 강원도에 편입되면서 지금과 같이 영역이 줄었다.

## 지리

### 산지
함경남도 지역은 동해 연안을 따라 길게 놓여 있으며, 산맥들에 의해 둘러싸여 있다. 평균 해발은 742m로서 북한 육지의 평균해발보다 약 300m 더 높다. 해발 200m 이상의 산지가 전체 면적의 77.6%이며, 해발 1,000m가 넘는 산지만 해도 33.6%나 된다. 산지가 많으므로 고도 차이가 크고, 급경사 지역이 많다. 백두대산맥에 속해 있는 부전령산맥이 해안선에 거의 평행으로 길게 뻗어 있으며 그 남쪽으로 마천령산맥, 검덕산맥, 백운산맥, 만풍산맥 등이 차례로 놓여 있고, 북쪽으로는 낭림산맥, 련화산맥, 북수백산맥이 북남방향으로 뻗어 있다. 함경남도에서 가장 긴 산맥은 북부에서 량강도와 경계를 이루고 있는 부전령산맥이다. 이 산맥은 장진고원, 부전고원과 그 앞산지대를 분리하는 등마루산맥이다. 대표적인 산으로는 두류산, 련화산, 대암산, 낭림산, 동백산 등이 있다.

### 평야
함경남도의 벌판은 주로 강하천의 하류연안과 해변에 있다. 대표적인 벌판으로는 함흥벌, 금야벌, 신상벌, 신창벌 등이 있다. 도에서 가장 큰 벌판은 함흥벌인데, 흔히 함주백리벌이라고 한다. 성천강 하류와 광포강 유역에 이르는 넓은 지역에 자리하고 있다.

### 해안
함경남도에는 함흥만, 홍원만, 양화만, 리원만 등 여러 개의 만이 있고, 앞바다에는 수십 개의 섬이 분포한다. 대표적인 섬으로는 마양도, 대제도, 소제도, 전초도, 묘도, 솔섬, 대섬 등이 있다. 해안지형은 주로 북부에서 해안선이 비교적 단조롭고 침식해안과 퇴적해안이 거의 비슷하게 발달되어 있다.

## 역사
고구려와 발해, 요나라, 금나라의 옛 땅이었다. 조선 초기 잠시 동북면이 되었다가 함경도로 되었다. 1896년(건양 1) 13도제(道制) 실시에 따라 함경남도가 되었다.
1952년에는 보천군, 신파군, 랑림군, 부전군, 덕성군, 신창군, 광천군, 신포군, 퇴조군, 수동군, 풍서군, 허천군, 오로군, 요덕군이 생겼다. 1954년에는 혜산군, 보천군, 갑산군, 삼수군, 신파군, 풍산군, 풍서군, 부전군이 량강도로 넘어갔으며(이 지역의 역사는 량강도를 참조할 것) 랑림군이 자강도로 넘어가고 평안남도에서 대흥군이 넘어왔다. 신상군과 흥상군이 생겼다.
1960년에는 함흥시와 흥남시, 퇴조군이 함흥직할시로 개편하여 분리되었다. 신포군을 시로 개편하였다. 1965년에는 량강도 부전군이 함경남도로 넘어왔다.
1970년에는 함흥직할시가 일반시로 격하하여 함남에 속하게 되었으며 함흥시 퇴조구역과 덕산구역은 군으로 개편하였다. 1974년에는 흥상군, 신상군, 덕산군, 광천군, 신창군, 인흥군, 수동군을 폐지하였다.
1982년에는 단천군을 시로 개편하였으며 1990년에 수동구를 내왔다. 1995년에는 신포시 일부를 떼어 금호지구를 내왔다.
2020년에는 수동구는 군으로 개편하였다. 2023년에 고원군과 수동군이 고원군으로 통합하였다. 이듬해 금호지구는 군으로 개편하였다.

## 경제
수산자원도 풍부하고 신포시 등에서는 어업도 활발하다. 함경남도측의 개마고원에는 일제강점기에 압록강의 지류를 막아서 건설된 장진호, 부전호와 같은 댐 호수가 있어 수력 발전을 실시하고 있다. 단천시의 마그네사이트 등의 지하자원도 풍부하고 동해 연안에는 화학공업이나 기계공업이 중심인 공업지대가 형성되어 있다.

## 역대 도지사

### 일제 강점기
- 장관
  - 1910년 ~ ? : 신응희(申應熙)
  - 1918년 ~ ? : 이규완(李圭完)
- 도지사
  - 1924년 ~ ? : 김관현(金寬鉉)

### 조선민주주의인민공화국의 인민위원장
- 류현식

### 도당 책임비서
- 홍성남 : 2003년 9월 ~ 2009년 3월
- 태종수 : 2009년 4월 ~ 2010년 6월
- 곽범기 : 2010년 6월 ~ 2012년 4월
- 태종수 : 2012년 4월 ~ 2016년 5월
- 김성일 : 2016년 5월 ~ 2020년 9월 5일[5]

## 행정구역

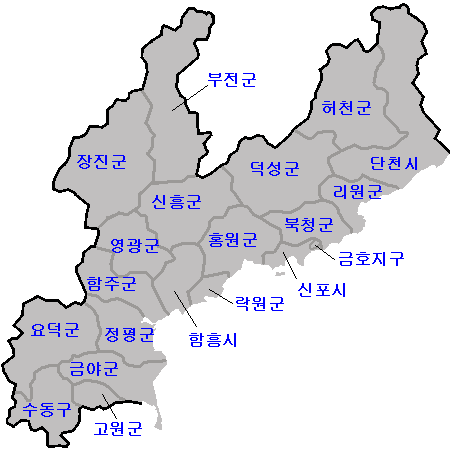
함경남도의 행정구역

함경남도는 3개 시, 16개 군으로 이루어져 있다.

### 시
- 단천시(端川市) [345,875명]
- 신포시(新浦市) [152,759명]
- 함흥시(咸興市) [768,551명]

### 군
- 고원군(高原郡) [94,963명]
- 금야군(金野郡) [211,140명]
- 금호군(琴湖郡) [37,430명]
- 덕성군(德城郡) [97,617명]
- 락원군(樂園郡) [60,700명]
- 리원군(利原郡) [117,320명]
- 부전군(赴戰郡) [48,351명]
- 북청군(北靑郡) [161,886명]
- 신흥군(新興郡) [104,002명]
- 영광군(榮光郡) [103,532명]
- 요덕군(耀德郡) [40,839명]
- 장진군(長津郡) [64,681명]
- 정평군(定平郡) [179,114명]
- 함주군(咸州郡) [133,896명]
- 허천군(虛川郡) [147,191명]
- 홍원군(洪原郡) [142,910명]

- 각 지역 옆의 인구는 2008년 북한의 인구조사를 출처로 한다.

### 없어진 행정구역
- 단천군 (현재 단천시 중심부)
- 광천군 (현재 단천시 북반부)
- 퇴조군 (현재 락원군)
- 영흥군 (현재 금야군 및 요덕군)
- 함흥부 (현재 함흥시)
- 오로군 (현재 영광군)
- 흥남시 (현재 함흥시 남부)
- 삼수군 (현재 량강도 서부)
- 신파군 (현재 량강도 서부)
- 풍산군 (현재 량강도 남부)
- 혜산군 (현재 량강도 중심부)
- 갑산군 (현재 량강도 동부)
- 수동구
- 수동군 (현재 고원군 서부지역)
- 인흥군 (현재의 금야군 동부지역)
- 대흥군 (1950년대에 함경남도에 편입했지만 1970년대에 평안남도에 복귀했다.)
- 신창군 (현재 금호군, 북청군)
- 신상군 (현재 정편군 남부지역)
- 홍상군 (현재 함주군의 동부지역)

## 군민성 단평(郡民性 單評)
- 함흥 얄개 (아주 사나움) 혹은 책개비 열두 개
- 홍원(또는 이원) 참새 (말이 많음)
- 북청 덤베(아주 급한 성격)
- 정평 짜드러기 (거머리처럼 들러붙고 질김)
- 영흥 우뚜기
- 단천 숙구리

## 관광지
- 옥련산
- 룡흥사
- 마전해수욕장
- 장진호

## 교육

### 대학교
- 함흥문학공업대학
- 함흥수리동력대학
- 함흥의학대학
- 북진사범대학
- 함흥농업대학
- 김형권신포사범대학
- 함흥제2교원대학
- 함흥건설대학
- 함흥경공업대학